# 大熊座μ
大熊座μ，又名BD+42 2115，HD 89758、SAO 43310、HR 4069，是大熊座的一颗恒星，视星等为3.05，位于銀經177.9，銀緯56.36，其B1900.0坐标为赤經10h 16m 22.4s，赤緯+42° 56.36′ 9″。